# Крупноглавы
Крупноглавы (лат. Phymatidae; = Phymatinae) — семейство насекомых из отряда полужесткокрылых. В семействе насчитывается 200 видов, из которых только два вида встречаются в Европе.

## Описание
Клопы достигают в длину 8—12 мм. Бёдра передних ног очень утолщены и расширены, голени передних ног саблевидные, в два раза короче бёдер.

## Систематика
Это семейство также может рассматриваться как подсемейство в семействе хищнецов (Reduviidae).